# Izimje
 Izimje  falu Horvátországban Zágráb megyében. Közigazgatásilag Jasztrebarszkához tartozik.

## Fekvése
Zágrábtól 36 km-re, községközpontjától 5 km-re délnyugatra a régi zágráb - károlyvárosi főút mentén fekszik.

## Története
A falunak 1857-ben 197, 1910-ben 291 lakosa volt. Trianon előtt Zágráb vármegye Károlyvárosi járásához tartozott. 2001-ben 246 lakosa volt.

## Lakosság
| Lakosság változása | Lakosság változása | Lakosság változása | Lakosság változása | Lakosság változása | Lakosság változása | Lakosság változása | Lakosság változása | Lakosság változása | Lakosság változása | Lakosság változása | Lakosság változása | Lakosság változása | Lakosság változása | Lakosság változása |
| ------------------ | ------------------ | ------------------ | ------------------ | ------------------ | ------------------ | ------------------ | ------------------ | ------------------ | ------------------ | ------------------ | ------------------ | ------------------ | ------------------ | ------------------ |
| 1857               | 1869               | 1880               | 1890               | 1900               | 1910               | 1921               | 1931               | 1948               | 1953               | 1961               | 1971               | 1981               | 1991               | 2001               |
| 197                | 183                | 213                | 224                | 229                | 291                | 297                | 350                | 347                | 362                | 342                | 365                | 273                | 278                | 246                |

## Nevezetességei
A településen kissé kiemelkedő helyen található a Szent Rókus-kápolna. Egyhajós boltíves épület, téglalap alaprajzzal, a hajónál keskenyebb, félköríves szentéllyel és a főhomlokzat feletti harangtoronnyal. A 19. század első felében épült egy régebbi épület helyén. A kápolna berendezései között szerepel egy 1903-ból származó oltár, A. Zoratti maribori szobrászművész alkotása. A kápolna a klasszicista építészet rendkívül egyszerű formáiban épült, a 19. század első felére jellemző belső elrendezéssel.